# 阪急500形電車 (初代)
阪急500形電車（はんきゅう500がたでんしゃ）は、1924年に阪神急行電鉄が導入し、京阪神急行電鉄（後の阪急電鉄）に在籍した小型の通勤型電車である。当初の形式名は500形及び700形であったが、1930年に300形・310形へ改番された。阪急で初めて半鋼製車体を採用した形式である。
なお、本項では日本初の全鋼製車体を採用した510号についても紹介する。

## 製造経緯
鉄道車両の構体は、1920年代に入るまで鋼製の台枠に木製の車体を載せた木造車が主であった。しかし木製車体は事故の際の破損に弱く、安全性の低さが課題であった。アメリカでは鋼製車が製造の主体となり、日本においても1923年5月に川崎造船所が神戸市電のG車を製造、支柱と外板を鋼製とした日本初の半鋼製電車となった。引き続き神戸市電にH車が投入され、安全性と経済性の両面から日本全国の鉄道事業者が鋼製車両を導入するきっかけとなった。
阪急でも神戸線用として初の半鋼製車体を新造することとなり、500形が登場した。

## 概要
1924年8月に制御電動車である500形500 - 509が汽車製造東京支店で製造され、翌1925年4月には連結運転を目的に制御車である700形700 - 709が川崎造船所（現・川崎重工業車両カンパニー）で製造された。
また、本形式では、それまで1で始まっていた車両番号が、本形式から0で始まることとされ、現在まで連綿と続く阪急の車両付番ルールのひとつが確立された。この時に形式が500形及び700形と大きい数字が付番されたのは、1から90台まで既存の旅客車各形式、100台及び200台が電動貨車、300台が51形の制御車にそれぞれ割り当てられ、400台を忌み番として飛ばしたことと、新機軸の半鋼製車であったことが大きな理由である。

## 車体
車体は51形の最終増備車81形に類似する。鋼板の強度と加工技術の関係でリベットの多い角ばったスタイルに仕上がった。車体幅は約2.4mで500・700の両形式とも同一であるが、車体長については500形が約14.5mなのに対して700形では運転台にあたる部分が拡張されたことから約15mと、700形の方がやや大きくなっている。
妻面は非貫通だった51形とは異なり貫通扉が設けられており、運転台窓上には行先方向幕が装備されたほか、1・51形同様当時大阪市内に存在した併用軌道区間の走行に備えてフェンダーが取りつけられている。屋根上にはお椀形ベンチレーターを設けた。
台枠には木造車の名残であるトラス棒を備えていたが、車体重量は500形で23.1tと、51形の21.77tに比べて約1.3tの重量増に留まった。室内の見付けは、座席はロングシートで、化粧板は木製で木目をニス色で仕上げられ、室内灯はシャンデリア風である。車体各部には金の縁取りが施され、前面左右の2カ所にローマン体で車番を表記していたが、300形への改番の際に金の縁取りがなくなったほか、車番の字体が大型のゴシック体に変更され、位置も前面貫通扉の1カ所に変更されている。

## 主要機器
主電動機はゼネラル・エレクトリック(GE)社製GE-240×4で、制御器はGE社製PC-12、ブレーキもGE社製J三動弁を使用するAVR自動空気ブレーキ、そして台車は鍛造台車枠を備えるブリル27-MCB-2を主体として、700形のうち704 - 709には鋼材組み立て式のイコライザー式台車である川崎型ボールドウィン台車を採用していた。
集電装置は、500形偶数車の大阪側と奇数車の神戸側にパンタグラフを設置したほか、当初はパンタグラフの反対側にトロリーポールを併設していた。また700形には集電装置取りつけの準備工事を施していた。

## 510号
700形製造から約半年後の1925年11月、川崎造船所で日本初の全鋼製車両である510が製造された。
川崎造船所における全鋼製車体の試作車としての要素が強く、阪急部内では「見本全鋼車」と呼ばれていた。車体寸法は700形に準じ、窓は阪急初の二段上昇窓を採用、全鋼製車体ながらトラス棒が設けられた。制御車として竣工したが、電動車の509の追番であり、将来の電動車化を考慮したものと推測されている。
新製後は神戸線に配属されたが、登場から1年に満たない1926年10月14日、十三駅で発生した三重衝突事故で被災した。事故で破損した510号の車体は修理されず解体され、「幻の全鋼車」となった。

### 十三駅の事故
1926年10月14日の夕方、神戸発大阪行き508-509-510の3両編成が十三駅を発車後、最後部の510号の後部台車がポイントの途中転換から宝塚線転線用の引き上げ線に異線進入した。引き上げ線には電動貨車の1208号が停車しており、2本の線路を斜めに跨ぐ形で引き摺られた510号の後部側面が1208号の前部と衝突し、反対側に押し出される形になった510号の前部が下り線にはみ出した状態で停車した。対向の下り神戸行き606-602-604が非常ブレーキをかけるも間に合わず510号と接触（602は802の説あり）、606・602の前面と側面・屋根を小破、604の運転台付近で停車した。
神戸行きの600系は阪急初の量産全鋼製車であり、事故は結果的に史上初の全鋼製車同士の衝突事故となった。事故の規模に対して人的被害は重軽傷者3名と少なく、全鋼製車の安全性が評価される形となった。
阪急の下降窓を採用した理由として、「510の事故の際に、衝撃で閉まった2段上昇窓に女性の長い髪が挟まれて脱出の支障になったため」とする説が伝わっているが、600系はこの事故よりも先に一段下降窓を採用している。
事故後、510号は川崎造船所へ輸送されたが修理されることなく解体され、車籍は代替新製された600形の制御車である800形のラストナンバーの807に継承された。このため、写真・図面ともほとんど残っておらず、台車などの装備品の詳細については不明である。

## 運用

### 戦前期
製造当初は全車神戸線で使用されていたが、700形は宝塚線で3両連結運転が開始されるのに伴い、早くも1926年に700 - 705の6両が宝塚線に転属して51形の中間車として使用され、残る4両も1932年までに宝塚線に転属した。また、同年には大阪市内の高架複々線工事が完成して併用軌道区間が消滅したことから、フェンダーやトロリーポールといった装備が撤去され、同時に就役した600形が大型車体であったことから、神戸線に所属していた車両についてはステップの取りつけが行われている。
500形は引き続き神戸線で使用されていたが、900形や920系の増備に伴って1934年6月に500 - 503の4両が搭載主電動機数の半減、ステップの撤去といった宝塚線向けの改造を施されてドアエンジンを取りつけて宝塚線に転出した。
1935年4月には、同年3月に登場した320形に揃える形で300形300 - 309に改番され、同年5月までには全車ドアエンジンが取りつけられた。残る6両のうち、304・305の2両が1939年に、306 - 309の4両が1940年に宝塚線に転属したことで、神戸線の車両の大型化が達成された。306 - 309の宝塚線転入に際しては、電装品が51形79 - 86の電装解除時の発生品に換装され、主電動機はゼネラル・エレクトリックGE-263を4基搭載、制御器はPC-12となり、元の電装品は当時製造中であった500形2次車512 - 521に供出された。
一方700形は、宝塚側に運転台を設置した制御車として、3両編成運行開始時には宝塚側に連結されて運用されたが、1933年に川崎製ボールドウィン台車を履いていた704 - 709が両運転台化のうえ電装改造を実施され、主電動機は芝浦製作所SE-107Eを新製の上で4基搭載し、制御器も芝浦製RPC-50を搭載した。
1935年には、704 - 709が300 - 309の続番となる310 - 315へ改番された。残った700 - 703については、1940年に306 - 309と同様、79 - 86の電装品を活用して電装改造されると同時に316 - 319に改番され、全車が制御電動車化された。また、時期は不明であるがドアエンジンの取りつけも実施されている。この時点で、1両当たりの出力は300 - 305が82kW×2＝164kW、306 - 319が48kW×4＝192kWとなった。
この他、両形式共通の工事として1939年に当時在籍の他形式同様灯火管制工事が実施されたほか、304の台車が事故で破損したため、600形のK-15台車に換装された。

### 戦後期
終戦直後の1946年には314が神戸線所属の連合軍専用車に指定された。314は翌1947年に宝塚線へと転じたが、311も連合軍専用車の追加指定を受け、2両とも1948年まで宝塚線で連合軍専用車の運用についた。
また、終戦によって不要となった灯火管制機器が撤去されたほか、戦時中から戦後にかけて時期は不明であるが、306 - 309の電装品の再交換を実施し、主電動機は82kW級2基、制御器はPC-12あるいはその同等品と、300 - 305と同一の性能に統一された。こうした経緯から、本形式は500・700形時代の経歴や主電動機出力によって300 - 309を300形、310 - 319を310形と区分されることが多く、鉄道雑誌などでもそのように紹介される事例が多く見受けられる。
本形式の運用もグループごとに異なったものとなり、300 - 309のグループは同一性能の380形・500形（2代目）・550形と、310 - 319のグループは51・320の各形式とそれぞれ併結して運行されていた。また、同一グループ単独か中間車化改造された1形を組み込んだ編成でも運用された。
1950年からは、長大編成化の進展に合わせて300 - 315の片運転台化改造が開始され、偶数番号車は梅田向き、奇数番号車は宝塚向きの片運転台車となって中間に完全半鋼製車化改造を受けた1形の付随車を組み込んだ。
1952年の宝塚線規格向上工事完成に伴い、300 - 309は再び82kW級電動機4基搭載に戻され、1形付随車を2両組み込んだ4両編成を5本組成した。310 - 315は1形付随車を1両組み込んで3両編成を3本組成、同じように51形付随車を組み込んだ320形3両編成ともども今津線に転出した。両運転台の電動車として残った316 - 319は、宝塚線で51形や、610系の製造に伴う機器換装で51形と同等の性能になった500形の増結車として運用されたが、1955年6月に610系に更新改造された1形7・8の代替に316と317が甲陽線に転出した。当時の甲陽線では単行で運行されたこともある。この時点で、1両当たりの出力は300 - 309が82kW×4＝328kW、310 - 319が48kW×4＝192kWとなった。
1954年2月2日、宝塚線で運用されていた300 - 26 - 27 - 301の編成が庄内駅近郊の島田踏切で無謀横断を行ったトラックと衝突し、300が横転転覆して26も45度傾斜、死者1名を出す事故が発生。300と26は共に修理されて運用に復帰したが、阪急が関係する鉄道事故で車両転覆に至ったのは、この一例だけである。
1956年から1200系の製造に伴う旧型車各形式間の機器振り替えが行われた際には、本形式は両運転台の電動車として残った316 - 319と、片運転台の制御車として残った301の計5両を除き、電装解除と運転台の撤去を行って付随車化され、300 - 309の電装品は600形に、310 - 315の電装品は380形の再電装用に、それぞれ供出された。台車も1200系への代替対象として廃車された1形のブリル27E-1に交換された上で、元のブリル27MCB-2は10両分が660形へ転用され、310 - 313の川崎製ボールドウィン台車を316 - 319のブリル27MCB-2と振り替えて314 - 319を川崎製ボールドウィン台車で揃えた。この過程で制御車となった301は、500形のラストナンバーで1両余っていた530とコンビを組んで2両編成を組成し、両運転台の電動車として宝塚線に残っていた318・319も1957年9月に甲陽線に転出して、316 - 319の4両で甲陽線を中心に、時折伊丹線でも運用された。
付随車化後の本形式は、大半の車両が廃車となった1形に代わって500形と組む中間車として宝塚線や今津線で運用され、電動車として残った316 - 319は、1960年代に入ると伊丹線の運用が消滅してもっぱら甲陽線で運用された。
これに対し、制御車として残った301は、1形のうち最後まで残っていた32と共に本形式中最も早く1962年1月に廃車された。なお、この301と2両編成を組んでいた530は、この後300とコンビを組んで、530-300-528-529の4両編成で引き続き使用された。次いで電動車として残った316 - 319のうち317が、甲陽線内の事故で車体を破損したため1963年6月に廃車、残る3両も同年12月に廃車されたことで、本形式の残りは付随車化された300・302 - 315の15両となった。

## 廃車

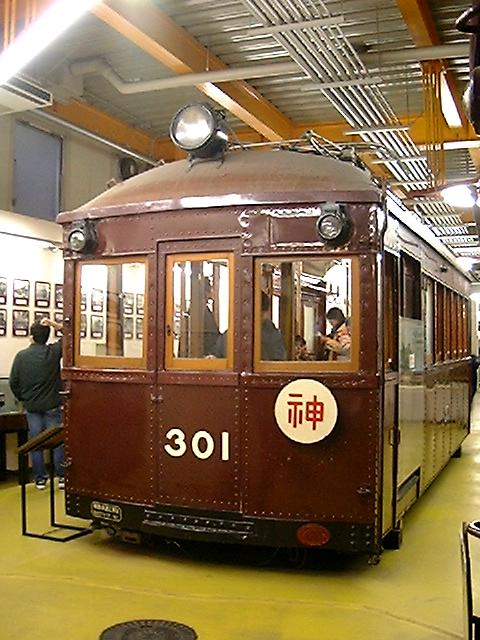
宝塚ファミリーランド保存時の301号カットボディ

神宝線架線電圧の直流1,500Vへの昇圧は、神戸線が1967年10月8日、宝塚線が1969年8月24日に実施されたが、300形は他の小型車同様昇圧改造の対象外となり、1965年以降編成を外れた車両から廃車が開始され、神戸線昇圧直後の1967年10月までに全車廃車された。廃車後は316と317の車体が西宮車庫で倉庫として使用されたが、1970年前後の車庫整備の過程で順次処分された。
301の車体の一部は、内部構造がわかるカットボディとして宝塚ファミリーランドの「のりもの館」（旧・電車館）に保存されていたが、現在では正雀工場に保管されている。